# Эмсбрюн
Эмсбрю́н или Геймсбрунн (фр. Heimsbrunn) — коммуна на северо-востоке Франции в регионе Гранд-Эст (бывший Эльзас — Шампань — Арденны — Лотарингия), департамент Верхний Рейн, округ Мюлуз, кантон Кингерсайм. До марта 2015 года коммуна административно входила в состав упразднённого кантона Мюлуз-Сюд (округ Мюлуз).
Площадь коммуны — 10,59 км², население — 1395 человек (2006) с тенденцией к стабилизации: 1383 человека (2012), плотность населения — 130,6 чел/км².

## Население
Численность населения коммуны в 2011 году составляла 1413 человек, а в 2012 году — 1383 человека.
| 1962 | 1968 | 1975 | 1982 | 1990 | 1999 | 2006 | 2008 | 2011 | 2012 |
| ---- | ---- | ---- | ---- | ---- | ---- | ---- | ---- | ---- | ---- |
| 765  | 766  | 830  | 983  | 1098 | 1218 | 1395 | 1443 | 1413 | 1383 |

Динамика населения:

## Экономика
В 2010 году из 951 человек трудоспособного возраста (от 15 до 64 лет) 677 были экономически активными, 274 — неактивными (показатель активности 71,2 %, в 1999 году — 71,3 %). Из 677 активных трудоспособных жителей работали 642 человека (337 мужчин и 305 женщин), 35 числились безработными (16 мужчин и 19 женщин). Среди 274 трудоспособных неактивных граждан 78 были учениками либо студентами, 122 — пенсионерами, а ещё 74 — были неактивны в силу других причин.
На протяжении 2011 года в коммуне числилось 536 облагаемых налогом домохозяйств, в которых проживало 1365 человек. При этом медиана доходов составила 27479 евро на одного налогоплательщика.

## Достопримечательности (фотогалерея)

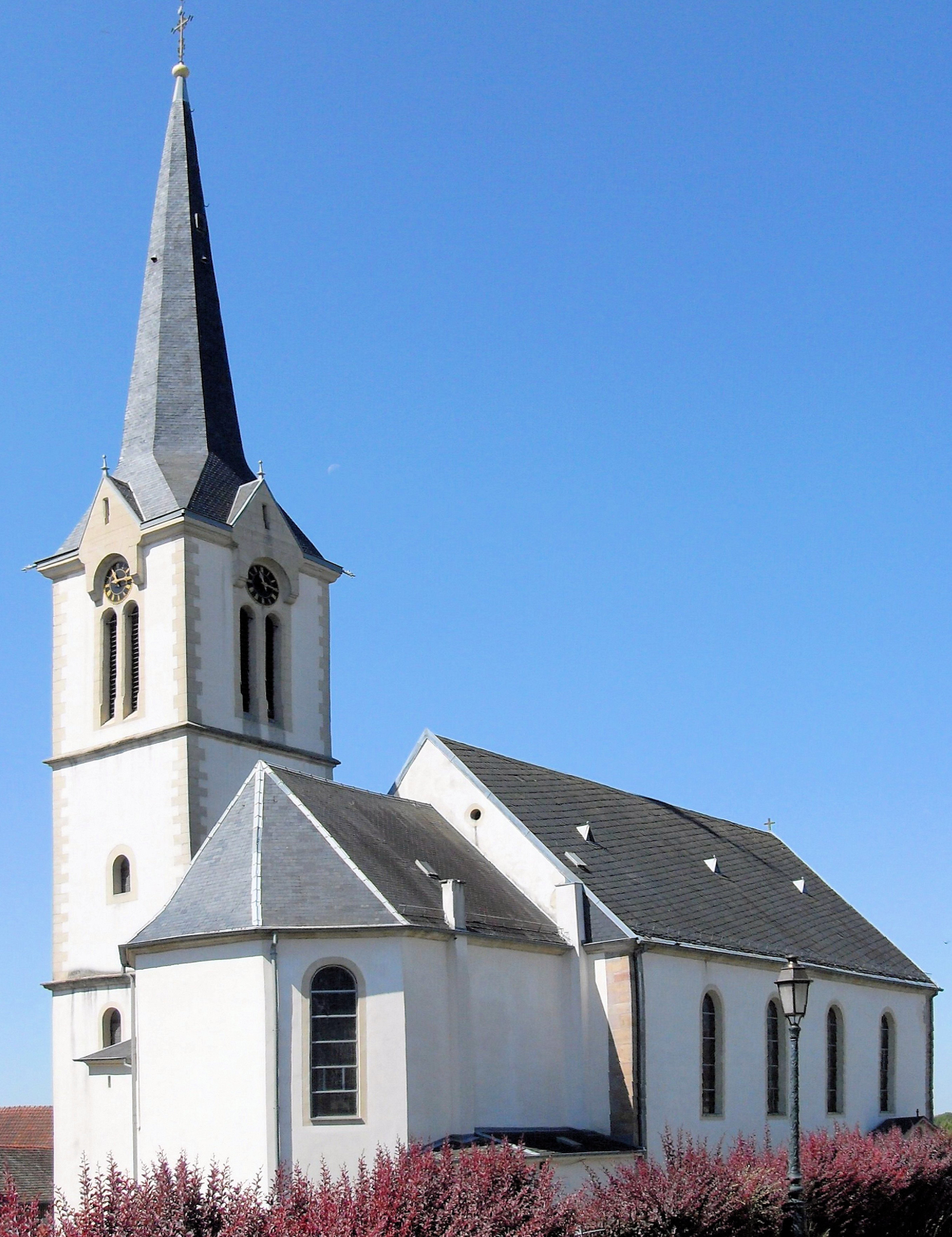
Церковь
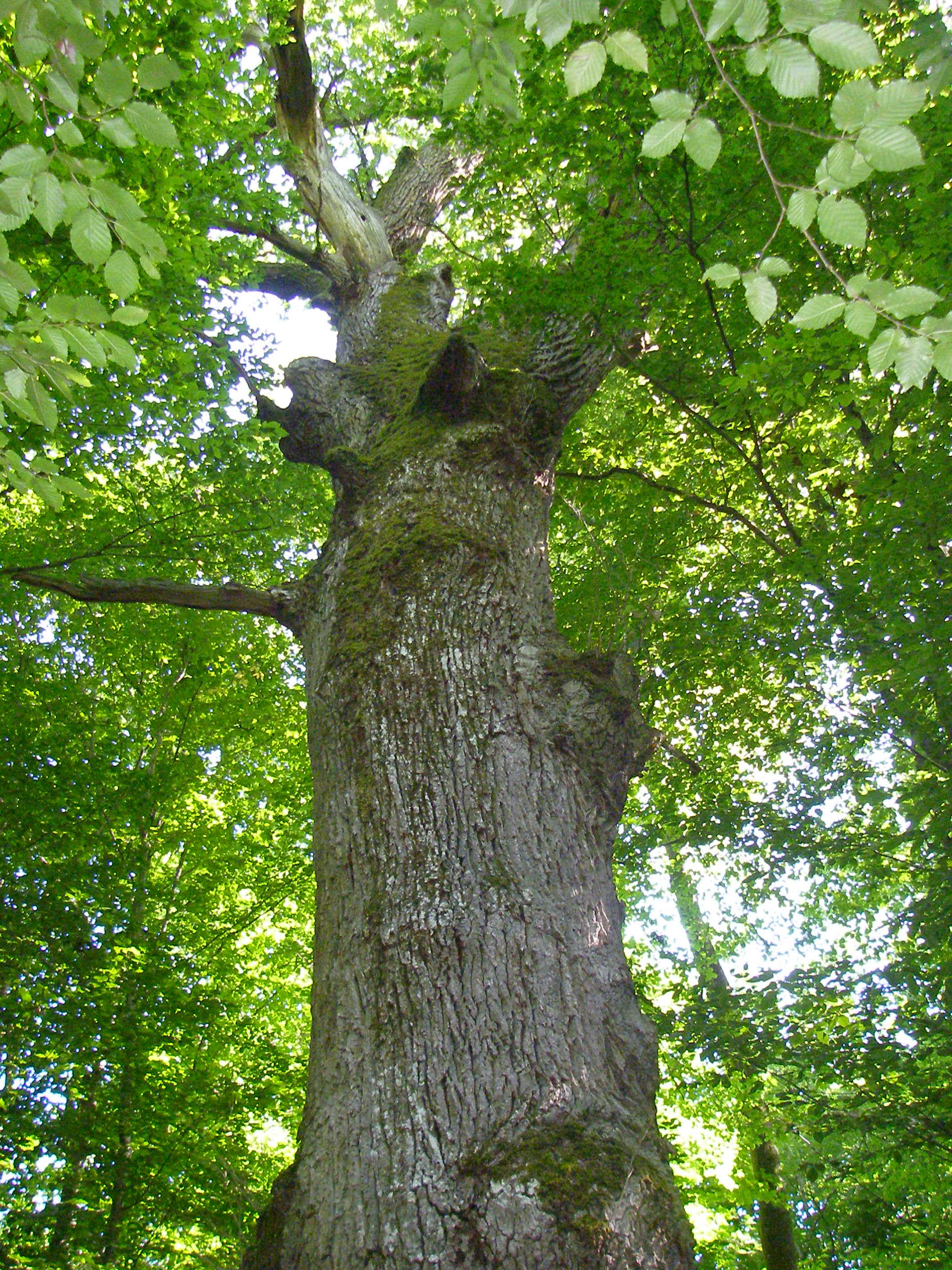
Дуб Сен-Луи (крона)